# Свети Илия (Негуш)
„Свети Илия“ (на гръцки: Ιερός Ναός Προφήτη Ηλία) е православна църква в южномакедонския град Негуш (Науса), Егейска Македония, Гърция. Храмът е част от енория „Успение Богородично“ на Берската, Негушка и Камбанийска епархия на Църквата на Гърция.
Църквата е разположена на едноименния висок 350 m хълм веднага северозападно от града. Построена е в 1936 година с дарения на негушани на мястото на по-стар храм. Площта ѝ е 180 m2 и няма специфичен архитектурен стил. Има по-късен притвор. Стените са каменни с дебелина 80 cm. Иконостасът е обикновен с малки преносими икони. Някои от иконите вероятно са дело на негушкия зограф Хасюрас.